# Xanthi (perifereiakí enótita)
Xanthi (grekiska: Ξάνθη) är en regiondel (perifereiakí enótita), till 2010 prefekturen Nomós Xánthis, i regionen Östra Makedonien och Thrakien. Regiondelen hade år 1991 cirka 90 450 invånare och huvudstaden är Xanthi. Den totala ytan på regiondelen är 1 793 km².

## Administrativ indelning
Regiondelen är indelad i fyra kommuner. Prefekturen var indelad i 6 kommuner och 4 samhällen.
- Dimos Abdera
- Dimos Myki
- Dimos Topeiros
- Dimos Xanthi